# Horama vespina
Horama vespina là một loài bướm đêm thuộc phân họ Arctiinae, họ Erebidae.